# Izsvák Zsuzsanna
Izsvák Zsuzsanna (Miskolc, 1961. augusztus 18. –) németországi magyar genetikus, biológus. A biológiai tudományok kandidátusa (1993), a biológiai tudományok doktora (2011). A Magyar Tudományos Akadémia tagja (k: 2019).

## Életpályája
1984–1991 között a Magyar Tudományos Akadémia Szegedi Biológiai Kutatóközpont munkatársa volt. 1987-ben végzett a Kossuth Lajos Tudományegyetem Természettudományi Karán. 1991–1997 között Minnesotában dolgozott. 1993-ban Ph.D fokozatot szerzett. 1997 óta a berlini Max Delbrück Kutatóközpont munkatársa. 2009–2011 között a Debreceni Egyetem vendégprofesszora volt. 2010-ben a Magyar Tudományos Akadémia doktora, 2019-ben külső tagja lett.
Kutatási területe a génállományban lévő instabil szakaszok. Alapvető felfedezéseket tett a DNS mozgó elemeinek elemzésében, Ivics Zoltánnal – férjével – „élesztette újra” a gerincesekben már nem működő transzpozon rendszert, amelyet Csipkerózsika névre kereszteltek. Felfedezett egy transzpozon alapú humán specifikus szabályozó rendszert őssejtekben. A működőképessé tett ősi transzpozon rendszerek mind a molekuláris genetikai és őssejtkutatásban, mind a géntechnológiai alkalmazásokban és orvosi terápiában nemzetközi szintű áttörést jelentettek.

## Díjai
- European Young Investigator-díj (2004)
- Az Év Molekulája-díj (2009)